# Men at Work
Men at Work — австралійський рок-гурт заснований у 1979 році, досяг широкого визнання в 1982—1984 роках. Музичний стиль групи поєднував елементи нової хвилі і реггі. Men at Work залишається єдиною австралійської групою, сингли якої займали перші місця в чартах США та Великої Британії. Також до 2011 року, гурт був єдиним австралійським музичним колективом — володарем Греммі (1983).

## Історія
Гурт з'явився в австралійському місті Мельбурн в 1978 році. Засновниками гурту були Колін Гей (вокал), Джеррі Спайсер (барабани) та Рон Стрікерт (гітара). Пізніше до них приєдналися Грег Гам (флейта та клавіші) та Джон Ріс (бас гітара). Колін Гей зі своєю сім'єю емігрував до Австралії в 1967 році. В 1978 він з Роном Стрікертом формують дует, що розширився до квартету в середині 1979 року з приєднанням Спайсера та прогресивного рокера Грега Снеддона. На той час гурт ще не мав офіційної назви.
Снеддон покинув гурт наприкінці 1979 року. На місце Снеддона прийшов Грег Гам, та з Джона Ріса гурт визначився зі своєю офіційною назвою Men at Work. В 1980 році гурт випустив свій дебютний сингл Keypunch Operator разом з піснею Down Under, обидві пісні написані за авторства Гея та Стрікерта. Сингл був «самофінансованним» і був випущений на їхньому власному незалежному лейблі M. A. W.

## Дискографія
- Business as Usual (9 листопада 1981)
- Cargo (29 квітня 1983)
- Two Hearts (3 квітня 1985)

## Склад
Колін Гей залишався єдиним членом гурту, який грав у кожному складі.